# Британская почта на Мадагаскаре
Британская почта на Мадагаскаре — учреждение британской консульской почты, которая действовала при вице-консульстве Великобритании на острове Мадагаскар в конце XIX века и для которой выпускались собственные почтовые марки.

## История

### Британская консульская почта
В марте 1884 года британским вице-консульством в Антананариву была создана курьерская почтовая служба для британских граждан. Одновременно здесь приступили к выпуску собственных марок с номиналами в британской валюте. Первоначально марки содержали буквы «B. C. M.» (от англ. «British Consular Mail» — «Британская консульская почта»), указание стоимости и чёрный оттиск печати консульства с надписью «British Vice-Consulate / Antananarivo» («Британское вице-консульство в Антананариво»). На марках номиналом в 1, 2, 3 и 4 пенса также стояла надпись «POSTAL PACKET.» («Почтовая посылка»), а на почтовых миниатюрах более высоких номиналов — слово «LETTER.» («Письмо»). В 1886 году к выпуску 1884 года были добавлены ещё четыре марки: две — с оттиском печати консульства фиолетового цвета, одна — с чёрным оттиском печати «British Consular Mail / Antananarivo» («Британская консульская почта / Антананариво») и ещё одна — с таким же оттиском, но фиолетового цвета. На всех почтовых марках также указывался вес почтового отправления в унциях («… oz.»), который оплачивался данной маркой.
Марки печатались на прямоугольных листках бумаги, в виде горизонтальных полосок по четыре штуки. Четыре горизонтально расположенные марки по вертикали разделяла просечка.
В 1886 году были эмитированы новые марки, на которых вместо букв «B. C. M.» было помещено слово «Postage» («Почтовый сбор») и не обозначались вид и вес почтового отправления. Оттиск печати консульства выполнялся чёрным или фиолетовым цветом. В том же году эти марки были переизданы с оттиском печати «British Consular Mail / Antananarivo» («Британская консульская почта / Антананариво») трёх цветов — фиолетового, чёрного и красного. Эти марки известны, как правило, с гашением пером или пятью чёрными или красными параллельными линиями.

Марки британской консульской почты на Мадагаскаре
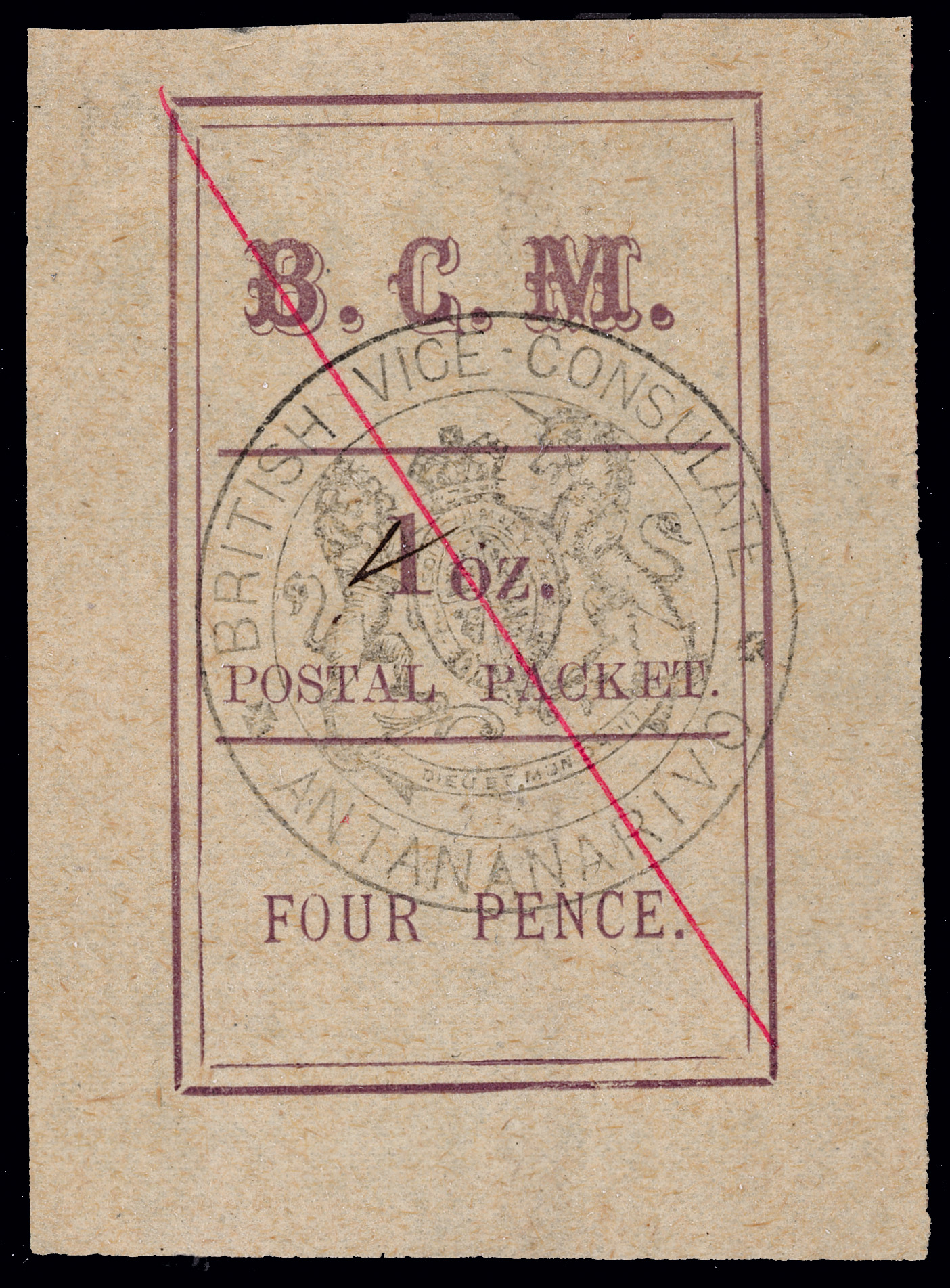
1884, надписи «B. C. M.» и «POSTAL PACKET.» («Почтовая посылка»), ручное исправление веса «1 oz.» («1 унция») на «4 oz.» («4 унция»), 4 пенса, чёрная печать вице- консульства, гашение диагональной красной контрольной линией (Sc #4a)
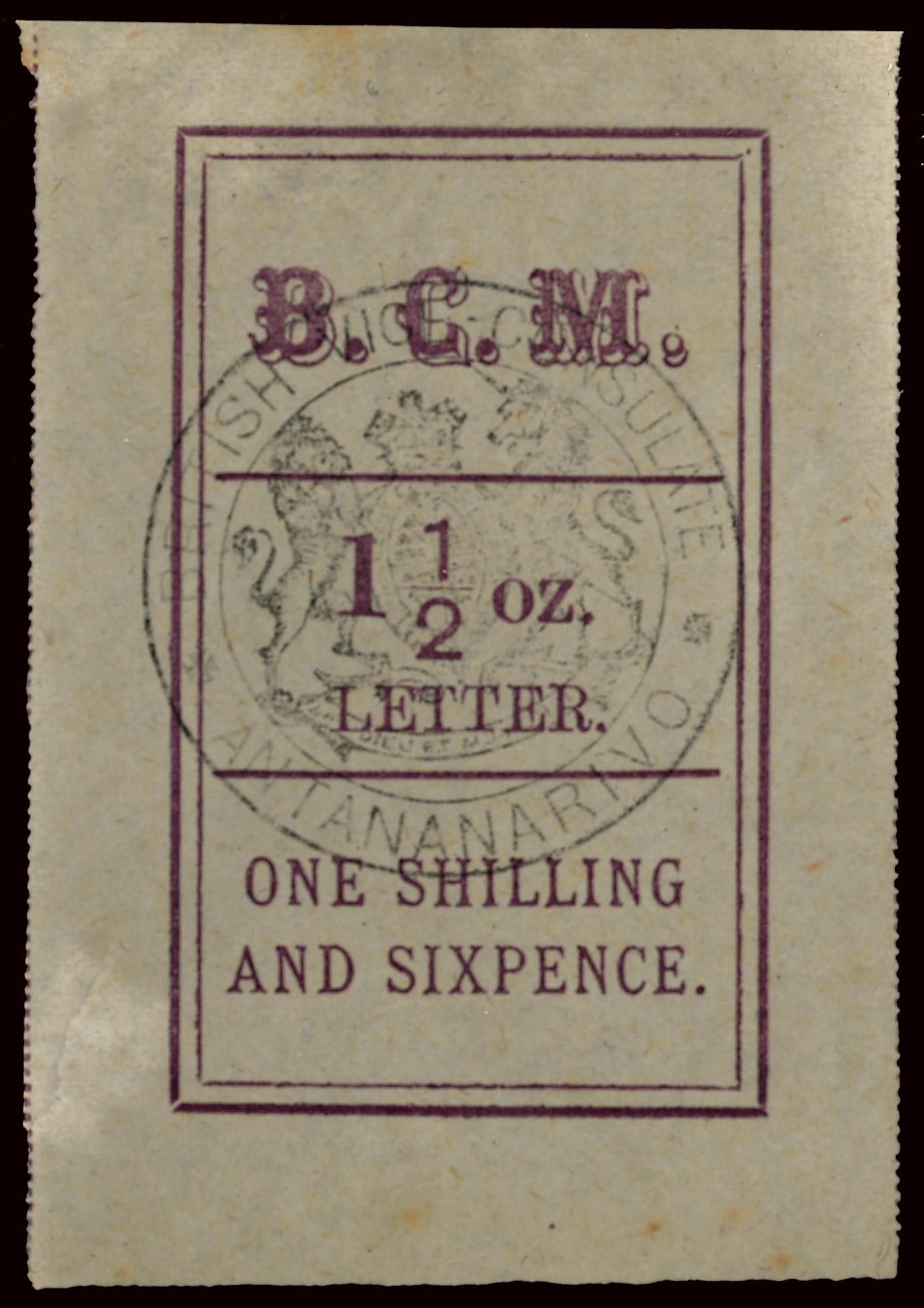
1884, надписи «B. C. M.», «LETTER.» («Письмо») и «1½ oz.», 1 шиллинг 6 пенсов, чёрная печать вице-консульства (Sc #7)
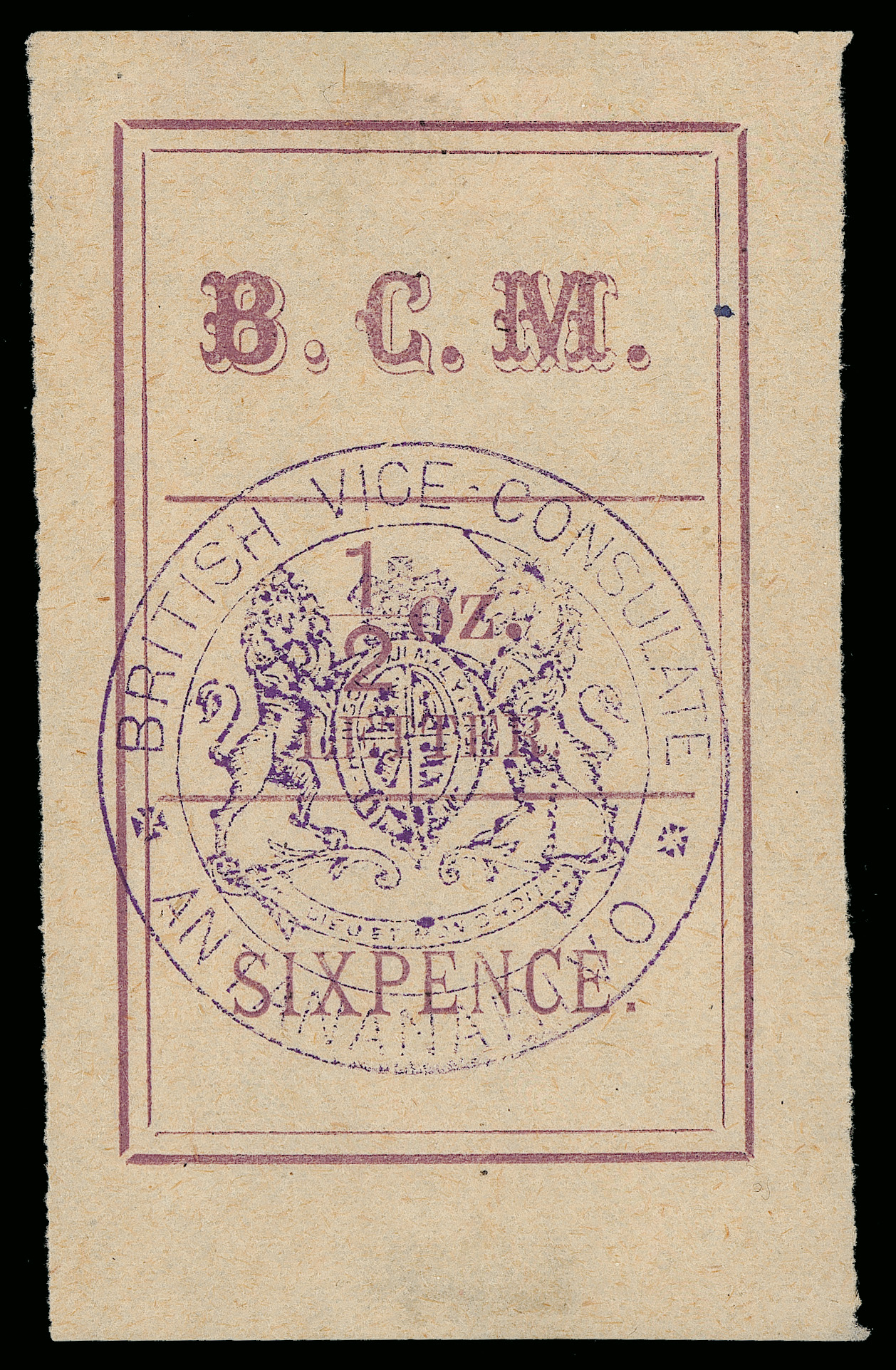
1884, надписи «B. C. M.», «LETTER.» и «½ oz.», 6 пенсов, фиолетовая печать вице-консульства (Sc #13)
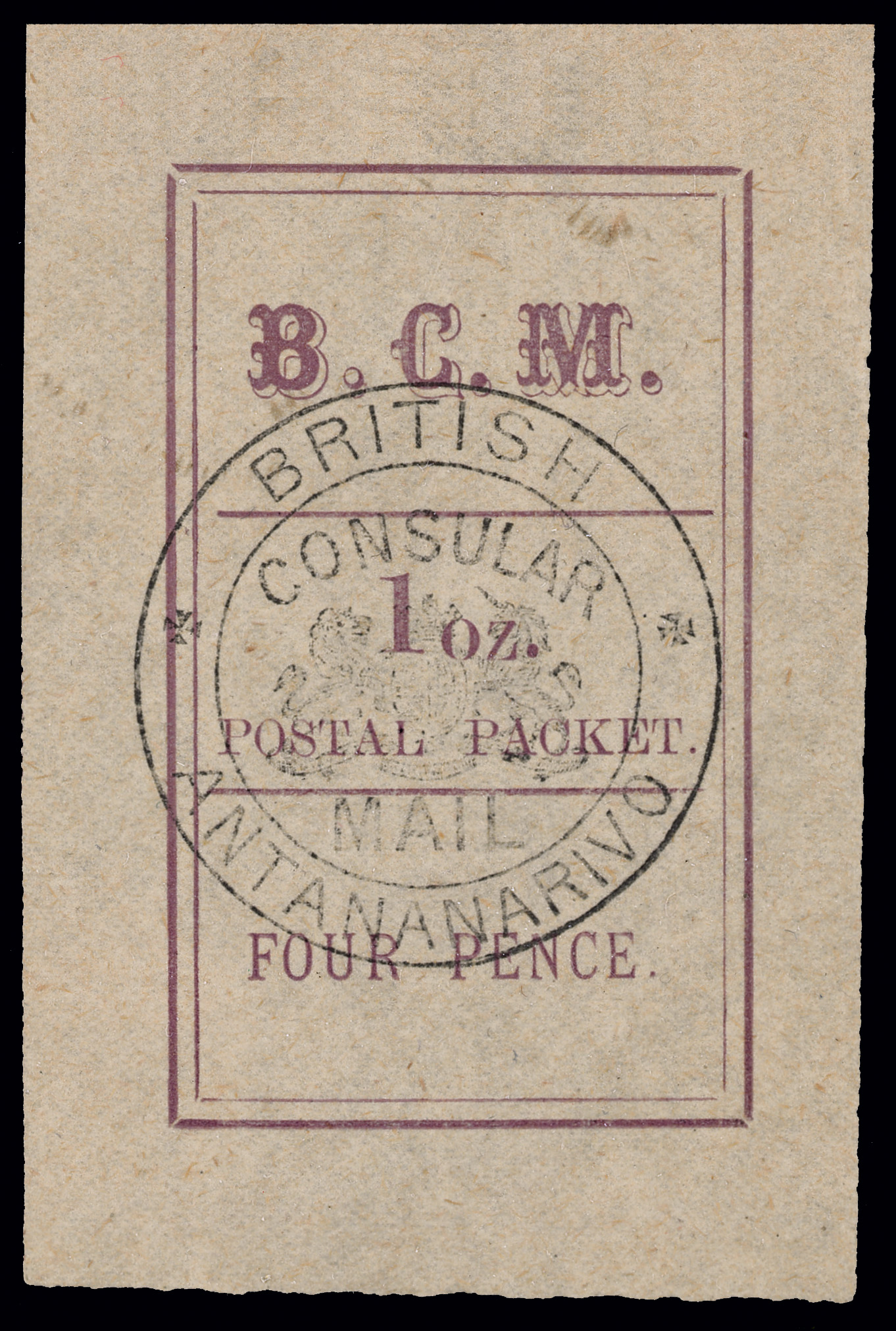
1886, надписи «B. C. M.», «POSTAL PACKET.» и «1 oz.», 4 пенса, чёрная печать «British Consular Mail / Antananarivo» («Британская консульская почта / Антананариво») (Sc #14)
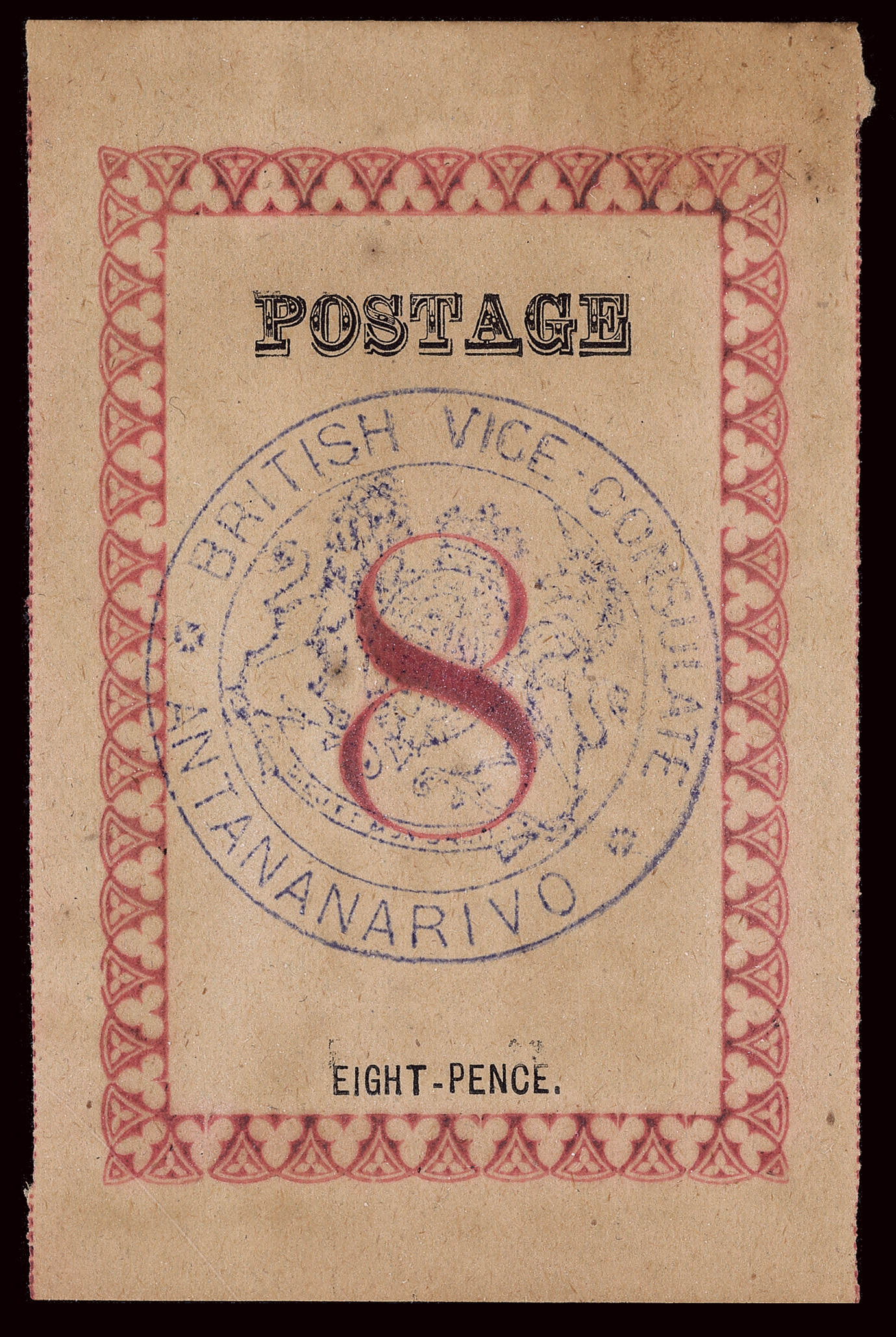
1886, надпись «Postage» («Почтовый сбор»), 8 пенсов, фиолетовая печать вице-консульства
 (Sc #23a)
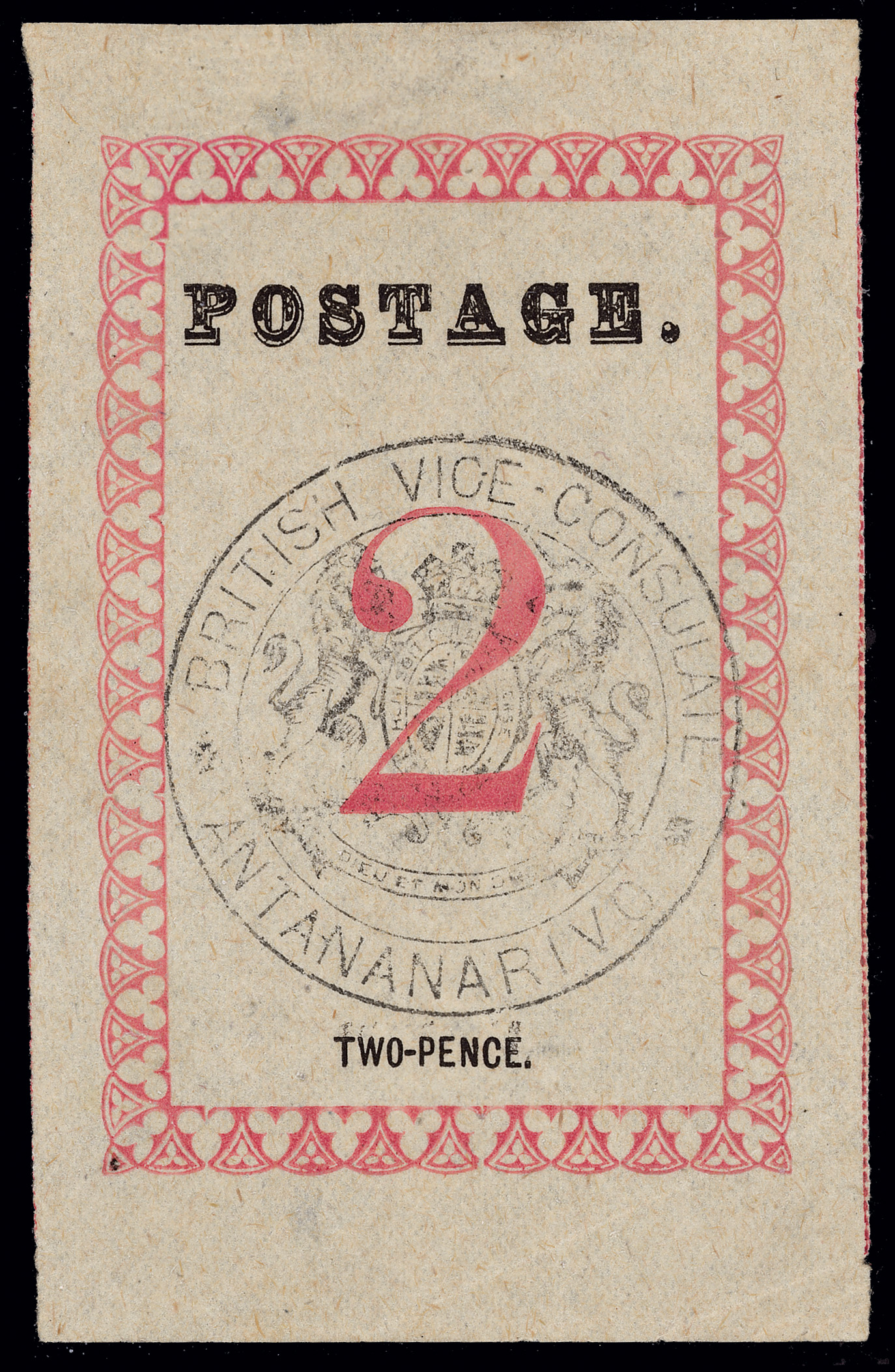
1886, надпись «Postage.», 2 пенса, чёрная печать вице-консульства (Sc #28)
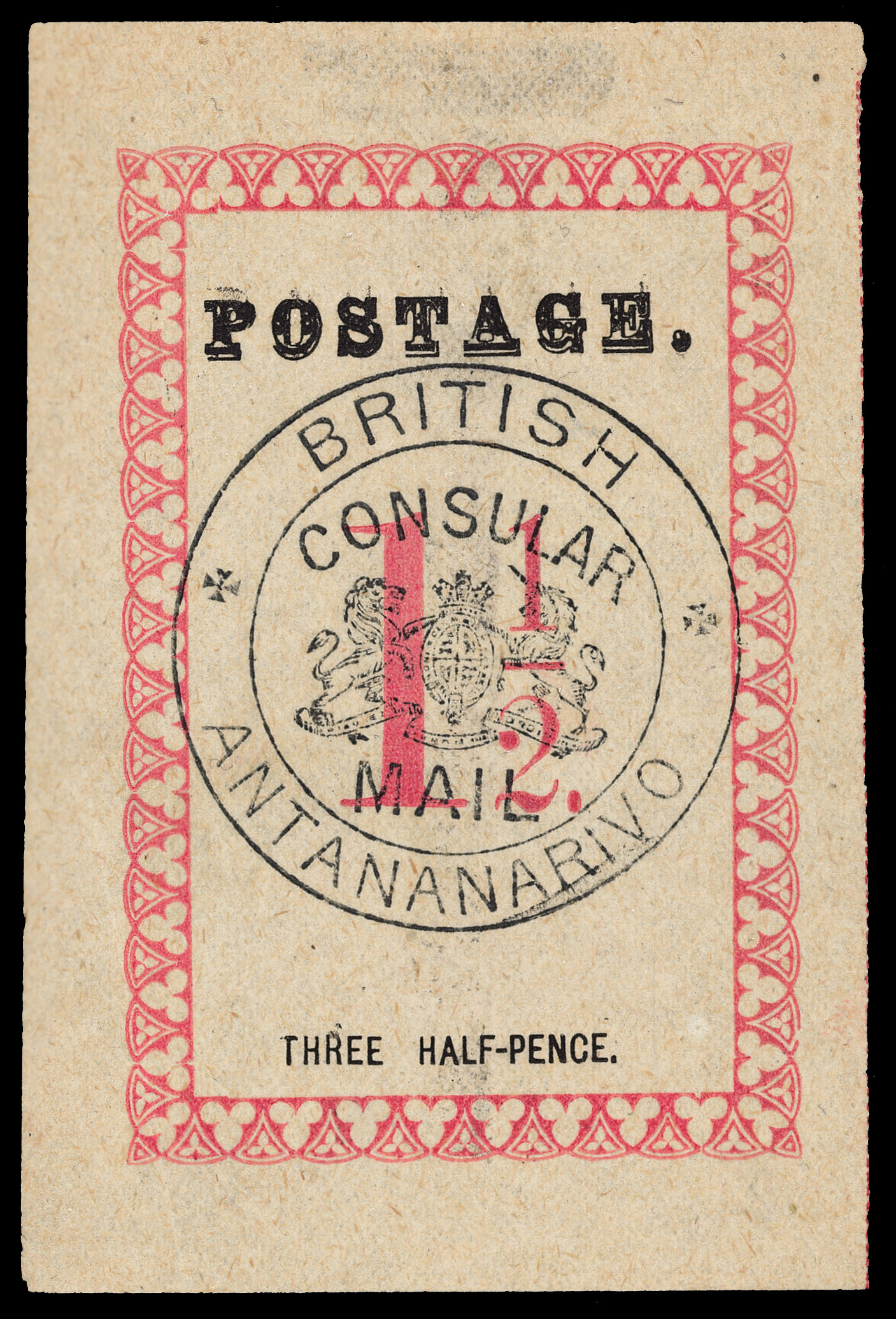
1886, надпись «Postage.», 1½ пенса, чёрная печать «British Consular Mail / Antananarivo» (Sc #34)
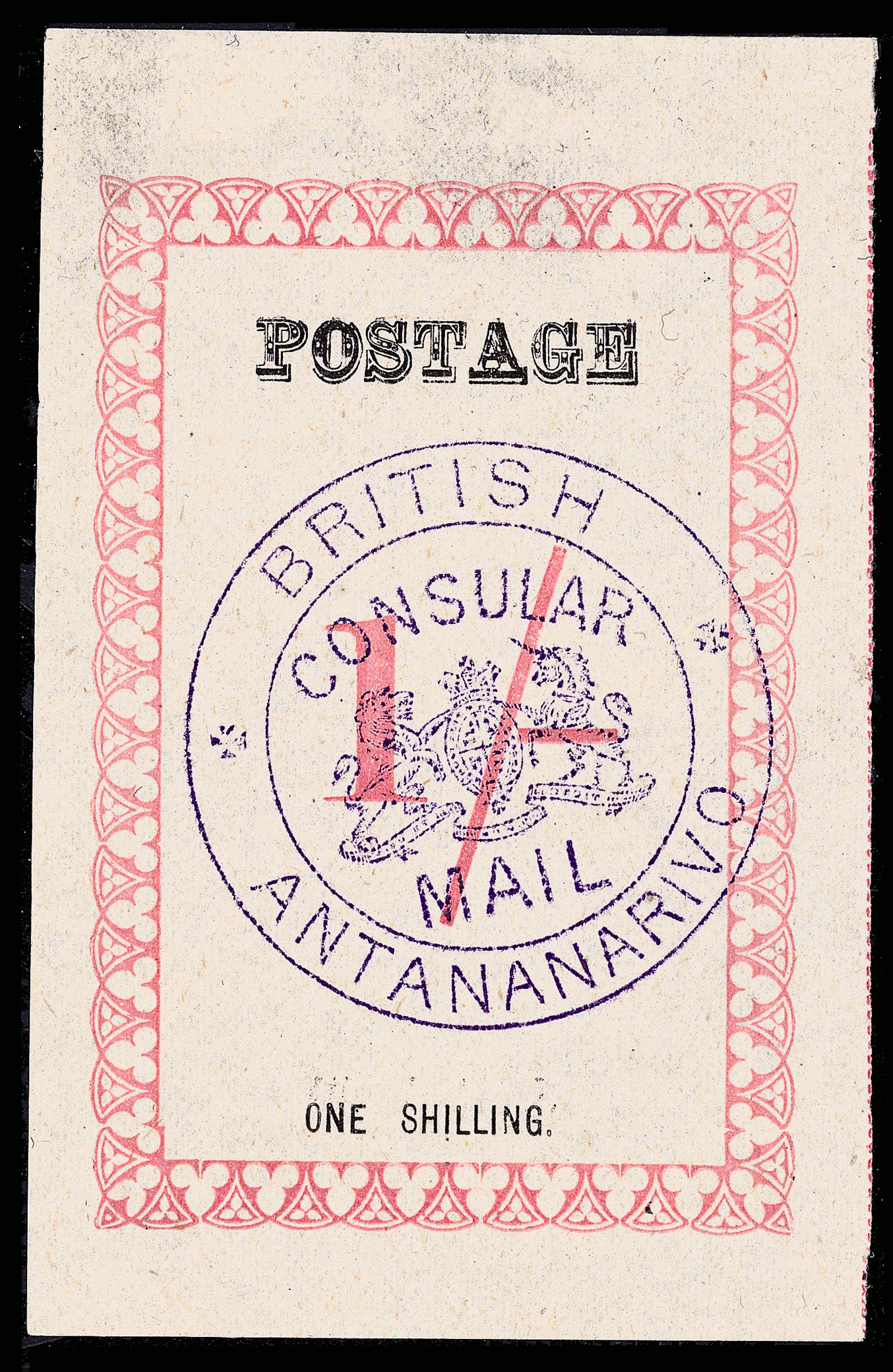
1886, надпись «Postage», 1 шиллинг, фиолетовая печать «British Consular Mail / Antananarivo»
 (Sc #42)

Все марки были изъяты из употребления в 1887 году, когда Великобритания сняла свои территориальные претензии на Мадагаскаре в пользу Франции.

### Британская внутренняя почта
В январе — сентябре 1895 года на острове были изданы две серии марок британской местной почты, с помощью которых производилась оплата курьерской доставки корреспонденции из Антананариву в Таматаве. На марках имелась надпись «British Inland Mail» («Британская внутренняя почта»). Первый выпуск имел семь типов в каждом номинале, второй — шесть. Среди этих марок можно встретить тет-беши. Выпуски «Британской внутренней почты» были изъяты из обращения по требованию французских властей.
В 1896 году, после объявления Мадагаскара французской колонией, британская почта на Мадагаскаре прекратила свою деятельность и была закрыта. Всего за период 1884—1895 годов, по данным Л. Л. Лепешинского, было выпущено 29 марок. Однако в каталоге «Скотт» только для консульских серий 1884—1886 годов перечислено 58 марок основных типов, не считая разновидностей.

## Филателистическая значимость
Первоначальная реакция коллекционеров на появление марок британской почты на Мадагаскаре была настороженной. В частности, эмиссии «Британской внутренней почты» объявлялись спекулятивными, и уже в 1895 году некое Общество подавления спекулятивных марок (Society for the Suppression of Speculative Stamps, сокращённо — S. S. S. S.) призывало филателистов игнорировать подобные выпуски. Однако вскоре Королевское филателистическое общество Лондона опубликовало описание всех британских эмиссий для Мадагаскара, производившихся в 1884—1895 годах. В случае «Британской внутренней почты» было сделано пояснение, что эта местная почтовая служба была организована объединением британских торговцев на острове по договорённости с малагасийским правительством. И хотя марки этой службы были сделаны с целью их продажи коллекционерам и филателистическим дилерам, часть из них несомненно использовалась для оплаты почтовых отправлений. Так или иначе, оба выпуска 1895 года перечислены в каталоге «Стэнли Гиббонс».
В каталоге «Скотт» марки британской консульской почты 1884—1886 годов оцениваются следующим образом:
- чистые (негашёные) — от $82,50 до $5500;
- гашёные — от $130 до $10 500.

Каталог «Стэнли Гиббонс» даёт следующие оценки эмиссиям британской почты на Мадагаскаре:
- 1884—1886[9]:
  - чистые — от £70 до £3500;
  - гашёные — от £110 до £2250.
- 1895[8]:
  - чистые — от £5,50 до £225;
  - гашёные — от £13 до £325.